# Бирюч Петроградских государственных театров
Бирюч Петроградских государственных театров — советский театральный журнал, издававшийся в Санкт-Петербурге Центральной библиотекой Русской драмы под редакцией её директора А. С. Полякова в 1918–1921 годах.
Первый номер еженедельника появился в ноябре 1918 года. Однако из-за сложностей с типографией и реализацией журнала с февраля 1919 года «Бирюч» стал выходить раз в месяц сдвоенными номерами (№ 11/12 — № 19/20), а в мае редакция приняла решение издавать сборники статей — с июня 1919 года по 1921 год были опубликованы два сборника статей: Сб. I (июль — авг.) (1919) и Сборник II (1921).
Журнал, главным образом, оповещал ( в согласии с древнеславянским словом «Бирюч» в своём названии) о жизни государственных театров Петрограда. В нём размещались подробные либретто пьес и программы спектаклей, театральная хроника, короткие архивные заметки, статьи ведущих актёров, режиссёров, художников, драматургов, историков театра, филологов и литературоведов Петрограда, печатались письма и воспоминания. В качестве приложения печаталась вкладка с текущим репертуаром государственных Петроградских театров. Сборники отличались обилием фактических материалов.